# Runcinia disticta
Runcinia disticta är en spindelart som beskrevs av Tord Tamerlan Teodor Thorell 1891. Runcinia disticta ingår i släktet Runcinia och familjen krabbspindlar. Inga underarter finns listade i Catalogue of Life.